# Jean Pagès
Jean Pagès est un artiste décorateur et illustrateur français né en 1903 et mort en 1976. Après des études d'architecture, il se fait connaître comme illustrateur dans des magazines de mode comme le Jardin des modes et Vogue.